# Southern Border Provinces Administration Centre
Das Southern Border Provinces Administration Centre kurz SBPAC (thailändisch ศูนย์อำนวยการบริหารจังหวัดชายแดนภาคใต้, RTGS Sun Amnuaikan Borihan Changwat Chaidaen Phak Tai, kurz ศอ.บต.; deutsch übersetzt „Verwaltungszentrum der südlichen Grenzprovinzen“) ist ein zivil-militärisches Projekt der thailändischen Regierung. Es soll die Aktivitäten von Militär und Behörden in den drei an Malaysia grenzenden thailändischen Provinzen Pattani, Narathiwat und Yala führen und überwachen.

## Geschichte

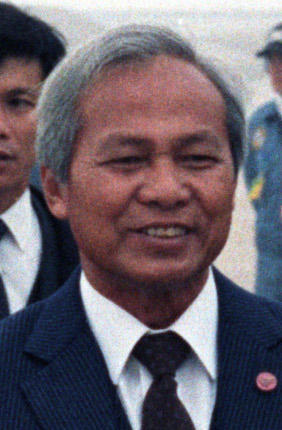
Prem Tinsulanonda, Gründer des SBPAC (1984)

Alle drei Provinzen waren in der Vergangenheit Teil des Sultanats Patani. Die Mehrheit der Bevölkerung der Provinzen bekennt sich zum Islam, in einem Land mit überwiegend buddhistischer Bevölkerung. Dies führte zu Spannungen und bürgerkriegsähnlichen Situationen. Das Zentrum wurde am 20. Januar 1981 aufgrund der Anordnung 8/2524 des thailändischen Ministerpräsidenten Prem Tinsulanonda gegründet. Grundlage dafür bildete die von Prem herausgegebene Anweisung 66/2523. Das Militär sollte bei der Aufstandsbekämpfung politische Mittel anstatt Gewalt einsetzen. Unter anderem wurde eine Generalamnestie für Kämpfer der Kommunistischen Partei Thailands (KPT) erlassen, die in den Provinzen aktiv war und die muslimischen Aufständischen unterstützte. Durch Bekämpfung der Armut und Einrichtung von Entwicklungsprogrammen in den muslimischen Provinzen sollte den Rebellen die Basis entzogen werden. Auch sollte die Korruption bekämpft werden. Das Zentrum arbeitete mit dem Militär von Malaysia zusammen, da die Aktivitäten der Rebellen oft grenzüberschreitend waren. Die Strategie gilt als erfolgreich: Der Einfluss der KPT wurde erfolgreich zurückgedrängt und die gewalttätigen Aktivitäten der muslimischen Rebellen gingen deutlich zurück. Das Zentrum wurde weitergeführt, auch nachdem sich die Sicherheitslage massiv verbessert hatte. 
Dies änderte sich mit dem Regierungsantritt von Thaksin Shinawatra 2001. Thaksin löste das Zentrum mit der Anordnung 123/2545 am 30. April 2002 auf. Er erklärte die Unruhen für beendet und übergab die alleinige Verantwortung für die innere Sicherheit an die thailändische Polizei. In Wirklichkeit wollte er die alten Strukturen im Süden zerschlagen. Das SBPAC wurde von den royalistischen Parteien und der Demokratischen Partei kontrolliert. Diesen Einfluss wollte er zurückdrängen, besonders den von General Prem, der zu diesem Zeitpunkt Vorsitzender des Kronrats war (Man muss sich den Kronrat als eine Art Schattenregierung vorstellen, offiziell berät der Kronrat den König). Nach der Auflösung kam es zu bürgerkriegsähnlichen Unruhen in den Provinzen, nachdem die Polizei die alleinige staatliche Macht darstellte. Es kam immer häufiger zu willkürlichen Verhaftungen und Hausdurchsuchungen. Zahlreiche Menschen verschwanden spurlos. Im Rahmen der „War on Drugs“-Kampagne wurden viele Menschen getötet. Als Kontrollinstanz war das SBPAC nicht mehr vorhanden. Das Militär griff nicht mehr vermittelnd ein. Der Widerstand der Muslime wurde wieder aufgenommen. 2004 musste das Kriegsrecht ausgerufen werden. Nach dem Sturz des Ministerpräsidenten Thaksin durch das Militär 2006 wurde das Zentrum durch General Surayud Chulanont mit der Anordnung 207/2549 am 2. November 2006 wieder eröffnet.